# Лентовня (Малопольське воєводство)
Лентовня (пол. Łętownia) — село в Польщі, у гміні Йорданув Суського повіту Малопольського воєводства.
Населення — 2681 особа (2011).
У 1975-1998 роках село належало до Новосондецького воєводства.

## Географія
У селі бере початок річка Кшчонувка.

## Демографія
Демографічна структура станом на 31 березня 2011 року:
|          | Загалом | Допрацездатний вік | Працездатний вік | Постпрацездатний вік |
| -------- | ------- | ------------------ | ---------------- | -------------------- |
| Чоловіки | 1360    | 331                | 891              | 138                  |
| Жінки    | 1321    | 292                | 750              | 279                  |
| Разом    | 2681    | 623                | 1641             | 417                  |